# 福岡証券取引所
金融商品会員制法人福岡証券取引所（ふくおかしょうけんとりひきじょ）は、福岡県福岡市中央区天神二丁目14番2号にある九州圏で唯一の金融商品取引所である。設立は1949年。略称は福証（ふくしょう）。

## 概要
日本の地方都市に拠点を置く証券取引所（名古屋、福岡、札幌）の一つ。近年は取引の電子化により地方で重複上場する意義がなくなり、東証等に上場する企業による上場廃止申請が相次いでいる。
上場廃止申請が増加する一方で、会員証券会社数は2003年の19社から2023年10月現在で21社と微増となっているが、SMBC日興証券など福証をネット取引に対応させていない証券会社も少なからずあり、2022年の売買高は1,297万株で、15年前の2007年の2,601万株と比較して減少している。売買代金は112億円となっており、1回の取引単位が小口化している。
海外での認知度を高めるため、2010年に外国株市場を創設したが、上場した外国株はない。
Q-Boardに上場する新規公開株が取引の主役になっており、特徴としては、九州地方に本社がある会社の新規上場が多いことが挙げられる。
福証は廃止数が上場数を大幅に超過する状態が長期に渡り、1990年代の半ばには解散の危機が訪れた（東証が吸収合併する動きもあった）。1998年に地元経済界と行政が一体となって「福岡証券取引所活性化推進協議会」を設置、活性化の検討や事務局による企業訪問などを行いながら、取引所を延命している。
2024年12月16日に、TOKYO PRO Marketに次ぐ特定取引所金融商品市場（いわゆる「プロ投資家向け市場」）であるFukuoka PRO Marketを開設した。

## 略歴
- 1949年 - 設立。
- 1998年 - 「福岡証券取引所活性化推進協議会」を設置。
- 2000年5月 - 新興企業向け市場Q-Boardを開設。
- 2000年8月 - 単独上場銘柄をシステム化。
- 2001年12月 - 特定正会員制度を創設。
- 2002年4月 - 立会外取引制度を導入。
- 2005年11月1日 - 東京証券取引所で発生したシステム障害の影響で、株式と転換社債型新株予約権付社債の全銘柄の取引が停止。
- 2009年7月 - 九州・沖縄・中国地域で3～5年以内に株式公開を果たすことを目標とした企業を対象とした、「九州IPO挑戦隊」が発足。
- 2024年12月 - 特定取引所金融商品市場Fukuoka PRO Marketを開設。

## 立会時間
- 前場 09:00 - 11:30
- 後場 12:30 - 15:30

## 規定

### 上場・上場廃止に関する規定
有価証券上場は審査基準がある。主な審査基準は下表の通りである。
| 審査基準                                      | 本則市場 | Q-Board |
| --------------------------------------------- | --- | --- |
| 対象                                          | - | 九州周辺に本店を有する企業又は 九州周辺における事業実績・計画を有する企業 |
| 株主数 （上場時見込み）                       | 300人以上 | 200人以上 |
| 流通株式数 （上場時見込み） 及び 公募等の実施 | 以下のいずれかに適合すること *流通株式数が2,000単位以上かつ 上場株式数の25％以上 *上場日の前日までに公募又は 売出しを1,000単位又は 上場株式数の10％のいずれか多い株式数以上を行うこと                               | 500単位以上の公募 |
| 上場時価総額 （上場時見込み）                 | 10億円以上 | 3億円以上 |
| 純資産の額 （上場時見込み）                   | 連結純資産が3億円以上 （単体純資産が正であること） | 連結・単体純資産の額が正 |
| 売上高                                        | - | 成長可能事業の売上高が計上されていること |
| 経常利益の額 （連結経常利益）                 | 最近1年間の経常利益の額が 1億円以上 | - |
| 事業継続年数                                  | 3年以前から取締役会を設置して、 継続的に事業活動をしていること | 1年以前から取締役会を設置して、 継続的に事業活動をしていること |
| 虚偽記載又は不適正意見等                      | *最近2年間の有価証券報告書等に「虚偽記載」なし *最近2年間（最近1年間を除く）の財務諸表等の監査意見が 「無限定の適正」又は「除外事項を付した限定付適正」 *最近1年間の財務諸表等の監査意見が 原則として「無限定適正」 | *「上場申請のための有価証券報告書」に添付される監査報告書（最近1年間を除く）において、 「無限定適正」又は「除外事項を付した限定付適正」 *上場申請のための有価証券報告書」に添付される監査報告書等（最近1年間）において、 「無限定適正」 *記監査報告書又は四半期レビュー報告書に係る財務諸表等が記載又は 参照される有価証券報告書等に「虚偽記載」なし |

上記の他にも上場会社監査事務所による監査、株式事務代行機関の設置等々に関する規定がある。
上場廃止基準は、債務超過、虚偽記載又は不適正意見等、売買高、その他（破産や反社会的勢力の関与など）等々に関する規定に違反した場合。
2020年2月7日以降に本則市場へ市場変更申請を実施したQ-Board上場企業において、申請書類に重大な虚偽記載を記載し、特別注意銘柄の指定もしくは改善報告書の微求を受けた場合は同時に、指定替え・市場変更等の特例により、再度Q-Boardへの市場変更が行われる。

### 市場変更に関する規定
Q-Boardから本則市場へ市場変更を行う場合は、市場変更の申請を行う必要がある。
過去5年以内に特別注意銘柄の指定を受けたり、改善報告書の提出を求められたQ-Board上場企業が本則市場への市場変更申請を行う場合は、通常の審査の他にも、実効性確保措置に関連して策定された改善措置が適切に履行されているかの審査も実施される。

## 上場会社数
福岡証券取引所に上場している会社の数は、2024年12月16日現在で114（うち単独上場26）。内訳は次の通り。
| 市場の種別         | 全体 | (単独上場) |
| ------------------ | ---- | ---------- |
| 本則市場           | 86   | (18)       |
| Q-Board            | 21   | (7)        |
| Fukuoka PRO Market | 7    | (1)        |
| 合計               | 114  | （26）     |

※凡例
(単独上場) - 福証単独上場銘柄

### 上場会社一覧
- 福岡証券取引所本則市場上場企業一覧
- Q-Board上場企業一覧
- Fukuoka PRO Market上場企業一覧
- 福岡証券取引所で上場廃止となった企業一覧